# Церковь Пресвятой Девы Марии (Холхлово)
Церковь Пресвятой Девы Марии (бел. Касцёл Найсвяцейшай Дзевы Марыі) — католический храм в агрогородке Холхлово, Белоруссия. Относится к молодечненскому деканату Минско-Могилёвского архидиоцеза. Памятник архитектуры деревянного зодчества с элементами стиля барокко, построен в 1738 году. Храм включён в Государственный список историко-культурных ценностей Республики Беларусь.

## История
Католический приход в Холхлово основан князем Михаилом Сигизмундовичем в 1437 году. Тогда же был построен первый храм.
В 1738 году на старом месте был построен новый деревянный храм, освящённый во имя Пресвятой Девы Марии. Деревянная двухъярусная звонница располагалась отдельно от храма. В XVIII веке число прихожан храма превышало 1000 человек.
В результате второго раздела Речи Посполитой (1793) Холхлово оказалось в составе Российской империи; в Вилейском уезде. В начале XIX века поселение перешло во владение Карницких, а в середине XIX века — Язвинских. В 1847 году Викентий Язвинский построил за костёлом семейную часовню-усыпальницу (сохранилась). В середине XIX века была проведена частичная реконструкция и главного храма, которая привнесла в его облик черты классицизма. После подавления восстания 1863 года католический храм был переоборудован в православную церковь.
В результате Рижского мирного договора 1921 года Холхлово вошло в состав межвоенной Польши, где было в составе Молодечненского повета Виленского воеводства. Храм Девы Марии 1738 года был возвращён католикам, число прихожан перед второй мировой войной составляло около 2300 человек.
В послевоенное время храм был закрыт советскими властями, но здание сохранилось и использовалось как склад. Чтимую икону Богоматери в 1963 году передали в Национальный художественный музей Республики Беларусь. В 1990-е годы храм был возвращён католикам и отреставрирован.

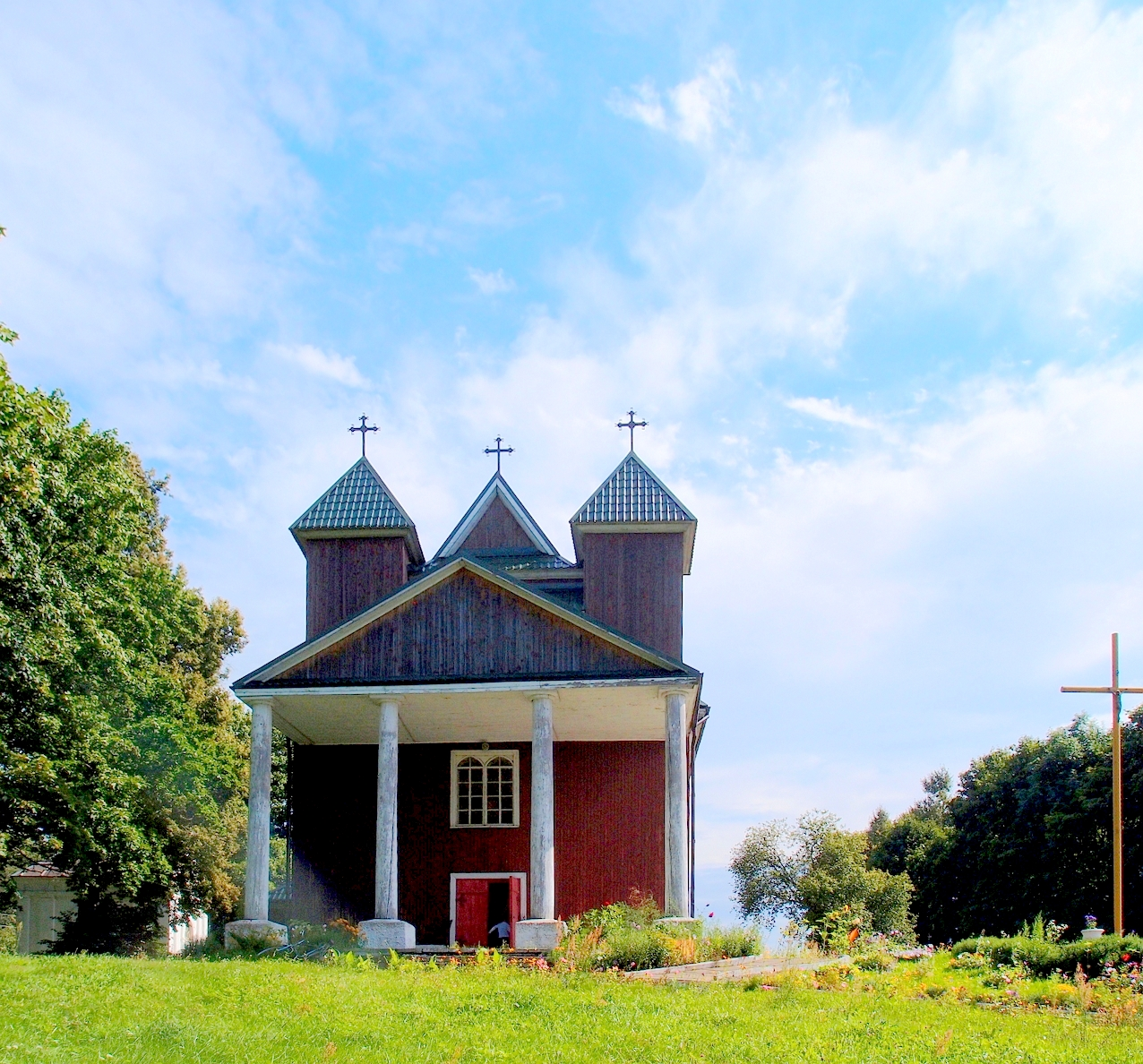

## Архитектура
Церковь Девы Марии — двухбашенная, однонефная, с прямоугольным в плане основным объёмом и пятигранным алтарным прирубом. Ризница пристроена с левой стороны пресвитерия. Основной объём и алтарная пристройка накрыты высокой двускатной гонтовой крышей.
Главный фасад фланкирован невысокими четвериковыми башнями, между которыми расположен фронтон. Фасад декорирован четырёхколонным портиком, над главным входом расположено двухчастное окно. В основном объёме выделен нартекс, над которым расположены хоры. Историческое убранство интерьера не сохранилось.
В современном интерьере храма выделяется алтарный образ Девы Марии, точная копия иконы, находящейся в музее.